# جمال عصمت
جمال الدين عصمت  ولد عام 3 يناير 1956 بالقاهرة درس وتخرج من كلية طب جامعة القاهرة الأمراض المتوطنة
من أهم العلماء في مجال الكبد بجمهورية مصر العربية و قام بإستحداث مجال زراعة الكبد للبالغين من متبرعين أحياءوقد كان هذا التخصص غير معروف في مصر قبل عام 2001 حينما تم عمل أول عملية زراعة كبد من متبرعين أحياء بمستشفى دار الفؤادوالإعداد لمدة سنتين قبل هذا الحدث من حيث تدريب الكوادر الطبية والتمريض على هذا العمل وإعطاء المحاضرات وورش العمل وتبادل الخبرات مع الجانب الياباني الذي ساهم في بدء هذا العمل وقد تم امتداد هذا التخصص لكي يتواجد كلية طب قصر العيني وإنشاء وحدة زراعة الكبد بمستشفى المنيل التخصصي وإجراء عمليات الزراعة في هذا المستشفى الجامعي العريق وتدريب مجموعة من الأساتذة والمدرسين والنواب على هذا العمل المتكامل الذي يحتاج إلى تعاون كامل من الفريق الطبي والذي يشمل على جراحين وباطنيين وأطباء أشعة ورعاية مركزة وتخدير بالإضافة إلى أطباء مكافحة العدوى وأطباء الباثولوجي والباثولوجيا الإكلينكية وأطباء الأطفال وقد تم إجراء 82 حالة زراعة بقصر العيني حتى الآن.
ومن ثم إدخال هذا التخصص الجديد بمستشفيات وزارة الصحة من خلال إنشاء وحدة زراعة الكبد بمستشفى الساحل التعليمي وإجراء أكثر من ثلاثين حالة بها حتى الآن .
و قام بإنشاء	وحدة الأبحاث بالمعهد القومي لأبحاث الأمراض المتوطنة والكبد في عام 2000 لدعم البحث العلمي في المجال الطبي بمصر بالتعاون مع جامعة مريلاند الأمريكية، وقد أتاحت الوحدة فرص العلاج لأكثر من 800 من المرضى المصابين بفيروس سي وبي الكبدي بالإضافة إلى أكثر من ثلاثين بحث عالمي منشور .

## تحصيله العلمى
- بكالوريوس الطب تخصص عام 1979
- درجة الماجستير في الأمراض المتوطنة – كلية الطب- جامعة القاهرة عام 1984
- درجة الدكتوراه في الأمراض المتوطنة – كلية الطب- جامعة القاهرة عام 1990

## التدريب الطبي
عمل جمال عصمت عقب تخرجه بوظيفة امتياز بقسم الأمراض المتوطنة- كلية الطب- جامعة القاهرة عامى 1980-1981 ثم طبيب مقيم بقسم الأمراض المتوطنة- كلية الطب- جامعة القاهرة

## المناصب الأكاديمية
- مدرس مساعد بقسم الأمراض المتوطنة- كلية الطب- جامعة القاهرة 1984-1990.
- مدرس بقسم الأمراض المتوطنة- كلية الطب- جامعة القاهرة 1990-1995.
- أستاذ مساعد بقسم الأمراض المتوطنة- كلية الطب- جامعة القاهرة 1995-2001.
- أستاذ بقسم الأمراض المتوطنة- كلية الطب- جامعة القاهرة 2001 حتى الآن.

## المشروعات البحثية
- الباحث الرئيسي لمشروع (وبائيات فيروس سي في الأطفال) والممول من المعهد القومي للصحة بالولايات المتحدة الأمريكية ((NIH في الفترة من 2004 حتى 2007 .
- الباحث الرئيسي لمشروع (التحاليل المصلية لاكتشاف تليف الكبد) والممول من أكاديمية البحث العلمي – الشراكة المصرية الأمريكية في الفترة من 2007 حتى 2010 .
- الباحث الرئيسي لمشروع (استخدام جهاز قياس مرونة الكبد للكشف عن تليف الكبد) والممول من الوكالة الفرنسية لأبحاث الإيدز والفيروسات الكبدية (ANRS) في الفترة من 2008 حتى 2011 .
- الباحث المشارك في مشروع (دور فيروس بي المختفي في نقل المرض) والممول من منظمة الصحة العالمية في الفترة من 2008 حتى 2010 .
- الباحث المشارك في مشروع (البكتريا النافعة كمكملات غذائية لعلاج مرضى فيروس سي المزمن) والممول من الأكاديمية الطبية العلمية بفنلندا في الفترة 2009 وحتى 2011 .
- الباحث المشارك في مشروع (الطرق المختلفة لتحديد تليف الكبدفي المرضى المصريين) والممول من المعهد القومي للصحة بالولايات المتحدة الأمريكية (NIH) في الفترة 2006 حتى 2009 .

## الجوائز
- تم اختياره كأول عربي ومصري يرأس الاتحاد الدولي للكبد .
- جائزة الدولة التقديرية في العلوم الطبية لعام 2010.
- درع و شهادة تقدير من النقابة العامة للأطباء 1998 لاختياره الطبيب المثالي علي مستوي نقابة أطباء القاهرة.
- جائزة الريادة من الجمعية الأمريكية لدراسة أمراض الكبد 2008
- تم اختياره بواسطة منظمة الصحة العالمية كاستشاري لوضع خطة علاج فيروس بي في الدول النامية وذلك عام 2009 .
- تم اختياره بواسطة لجنة تحكيم Who is Who in the World كواحد من أهم العلماء في مجال الكبد وذلك عام 2008
- حاصل على المركز الأول في المسابقة الأولى للموجات فوق الصوتية ثلاثية الأبعاد والتي نظمتها المنظمة العالمية عام 2000
- حاصل على جائزة التميز من نقابة أطباء مصر عام 2007 .
- حصل على جائز التميز في النشر العلمي من جامعة القاهرة 2007 .
- حصل على جائزة التميز في النشر العلمي من جامعة القاهرة 2009 .
- حصل على شهادة من نقابة الأطباء لاجراء أول زراعة للكبد يالهيئة العامة للمستشفيات والمعاهد التعليمية

## النشاط المجتمعي
- التصدي لمشكلة انتشار البلهارسيا في مصر في الفترة من 1985 وحتى 1995 وذلك من خلال المشروع القومي البحثي للبلهارسياSRP والذي كان الباحث الرئيسي به ا.د. محمد فريد عبد الوهاب وكان د/جمال عصمت هو نائب الباحث الرئيسي ومن خلال هذا المشروع تم دراسة وبائيات انتشار البلهارسيا من 12 محافظة بمصر بالإضافة إلى استخدام الموجات فوق الصوتية في تحديد حجم التليف الكبدي البلهارسي وتضخم الطحال وما تلى ذلك من تعميم استخدام عقار البرازيكوانتيل في علاج البلهارسيا وانخفاض نسبة الإصابة بمقدار كبير نتيجة نجاح خطة مكافحة البلهارسيا والتي كان للدكتور/جمال عصمت دور في وضعها بالتعاون مع اساتذة الامراض المتوطنة بالجامعت المصرية والاخصائيين بوزارة الصحة المصرية.
- عضو اللجنة القومية لمكافحة الفيروسات الكبدية والتي وضعت الأسس الرئيسية لخطة مكافحة انتشار الفيروسات الكبدية بمصر في الفترة من 2008 حتى 2012 .

## المهام العلمية بالخارج
- حصل على مهمة تدريبية في أمراض الجهاز الهضمي- مستشفي إدوارد هيريوت، ليون- فرنسا.
- حصل على تدريب في جامعة ميرلاند بالولايات المتحدة الأمريكية- بعد الحصول علي درجة الدكتوراة
- قضى فترة تدريب في المراكز الاتية

1. المعهد القومي للصحة في بسيسدا- ولاية ميرلاند.
2. وحدة المناظير- مستشفي جامعة جون هوبكنز.
3. وحدة المناظير- مستشفي جامعة ديوك- ولاية كارولينا الشمالية.
4. وحدة التشخيص بالموجات الفوق صوتية- مستشفي جامعة جورج تاون- واشنطن.
5. معهد بالتيمور للموجات فوق صوتية.